# Work Is a Four-Letter Word
«Work Is a Four-Letter Word» es el título de una canción escrita por Cilla Black. Es más famosa por la versión de The Smiths lanzada como lado B del sencillo Girlfriend in a Coma en 1987.
Está colocada como una de las canciones The Smiths menos favoritas de Johnny Marr. Al versionar la canción de Cilla Black es un resultado directo de la obsesión de Morrissey con las cantantes femenínas de los 60's (el primer sencillo que Morrissey compró a los seis años, fue de Marianne Faithfull "Come and Stay With Me"). 
La versión de The Smiths pierde el verso del principio "Hay niñas que matar por los hombres/ Proporcionar / Las cosas que para / ¿Por qué cree usted que el trabajo es una palabra de cuatro letras?", Y no es literal en otros lugares.